# Zelená revoluce

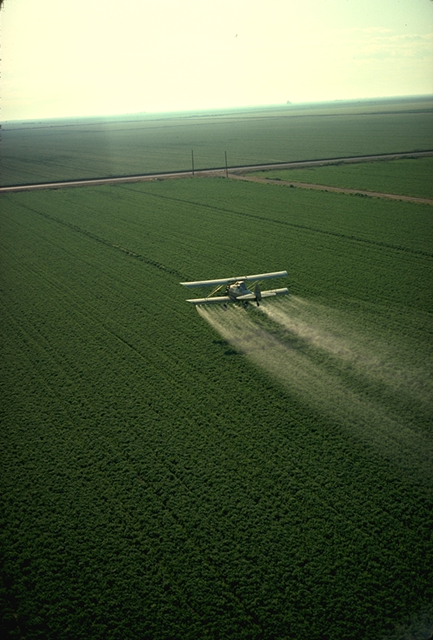
Rozprašování pesticidů nad poli

Zelená revoluce v zemědělství je globální proces, ke kterému došlo v 2. polovině 20. století a který díky využití moderních technologií, hnojiv, pesticidů a šlechtění nových odrůd přinesl výrazný nárůst v zemědělské produkci. Ta tak dokázala udržet krok s rychlým tempem populačního přírůstku v tomto období. Za klíčovou osobnost zelené revoluce je označován americký šlechtitel Norman Borlaug.
Termín Green Revolution poprvé použil v roce 1968 bývalý ředitel americké Agentury pro mezinárodní rozvoj (USAID) William Gaud."
Ale z hlediska obsahu jistých složek plodin došlo k mírnému poklesu produkce (přetrvávající malnutrice v rozvojových zemích), takže v jistém smyslu k revoluci nedošlo. Růst produkce také neřeší jiné aspekty přelidnění a přináší další problémy jako je například snížená biodiverzita.